# 安高啓明
安高 啓明（やすたか ひろあき、1978年6月11日 - ）は、日本の歴史学者、博物館学者。熊本大学准教授。

## 略歴
長崎県生まれ。2001年に中央大学文学部史学科卒、2007年に同大学院文学研究科博士後期課程修了、「江戸時代長崎司法体制の研究」で博士（史学）。西南学院大学博物館学芸員を経て、熊本大学人文社会科学研究部准教授。2015年「実践的博物館学の研究」で西南学院大学博士（国際文化）。2010年「非常勤学芸員に関する諸問題」で公益財団法人日本博物館協会から棚橋賞を受賞。

## 不祥事
2024年3月1日、熊本大学は安高が執筆した歴史学関係の論文「熊本藩の同国認識と潘法形成：幕僚天草を事例に」で、指導学生の先行研究を故意に引用しない不正行為を認定したと発表した。論文取り下げを勧告し、懲戒処分を検討する委員会を設けた。大学によると、安高は2022年発行の学術誌に掲載された論文に「先行研究はない」と記述。2023年3月末に大学の公益通報窓口に告発があり、大学2年から大学院修了まで安高が指導した学生の卒業論文や学術論文に、引用すべき内容が含まれているのを確認したとしている。
問題の当該論文は、安高本人が編集委員に論文取り下げを申し出たことにより、論文として無効となった。

## 著書
- 『近世長崎司法制度の研究』思文閣出版、2010年。ISBN 978-4-7842-1477-8
- 『新釈犯科帳 長崎奉行所判例集』全3巻 長崎文献社、2011年-2012年。
- 『歴史のなかのミュージアム：驚異の部屋から大学博物館まで』昭和堂、2014年。ISBN 978-4-8122-1407-7
- 『浦上四番崩れ：長崎・天草禁教史の新解釈』長崎文献社、2017年。ISBN 978-4-88851-268-8
- 『トピックで読み解く日本近世史』昭和堂、2018年。ISBN 978-4-8122-1706-1
- 『踏絵を踏んだキリシタン』吉川弘文館〈歴史文化ライブラリー〉2018年。ISBN 978-4-642-05869-8

### 共編
- 『日中韓博物館事情：地域博物館と大学博物館』高倉洋彰共編、雄山閣、2014年。ISBN 978-4-639-02341-8

## 論文
- <安高啓明

審査論文
- 「熊本藩の同国認識と藩法形成：幕領天草を事例に」古典研究会編『汲古』第82号、汲古書院、2022年12月。
- 「近世天草における司法構造と調整機能：長崎奉行と大庄屋の司法的役割を通じて」古典研究会編『汲古』第80号、汲古書院、2021年12月。
- 「「倉庫堅完破」条の運用と量定基準：熊本藩『刑法草書』の分析を通じて」古典研究会編『汲古』第78号、汲古書院、2020年12月。